# Urpmi
urpmi是Mageia/Mandriva Linux及其衍生發行版的軟體包管理系統，用於安裝、移除、升級和查詢本機或遠端（即提供軟體包的伺服器）的軟體包。它解決了RPM套件管理員容易讓用戶經常遇到相依性地獄的問題。它可以從官方或非官方的來源獲得軟體包（非官方來源如企鵝解放陣線）。它有一個圖形前端：Rpmdrake。
除了被Mandriva Linux所使用外，它也被用在Mageia Linux（一個基於Mandriva Linux的衍生版本），以及ROSA Linux（同樣是基於Mandriva Linux的分支）。

## 歷史
urpmi原先是作為一個解決RPM套件管理員安裝侷限的實驗而由Pascal Rigaux所開發，爾後被Mandriva Linux所採用，故由François Pons及其他Mandriva公司的雇員所維護。目前（2010年至2013年）由同時也是rpmdrake的維護者的Thierry Vignaud所維護（見[https://web.archive.org/web/20150523165549/http://svn.mandriva.com/viewvc/soft/rpmdrake/trunk/NEWS?revision=273200&view=markup%5D%EF%BC%89。
Per Øyvind Karlsen目前（截至2013年止）維護著Rosa Linux的一個urpmi的分支，同時也由Thierry Vignaud進行修復程式錯誤及改進效能的工作（如：  （页面存档备份，存于） ->  （页面存档备份，存于）），但這並不是Mandriva Business Server所使用的版本。

## 指令

### 通用指令
| 安裝軟體包                                 | urpmi <軟體包名稱>             |
| 移除軟體包（包含依賴該軟體包的其他軟體包） | urpme <軟體包名稱>             |
| 查詢軟體包資料庫                           | urpmq <軟體包名稱>             |
| 查詢包含了某一個檔案的軟體包               | urpmf <檔案名稱>               |
| 查詢只知道一部份名稱的軟體包               | urpmq --fuzzy <部份軟體包名稱> |
| 升級軟體包列表                             | urpmi.update -a                |
| 升級系統（使用所有的套件庫）               | urpmi --auto-select            |
| 升級系統（只使用升級的套件庫）             | urpmi --update--auto-select    |

### 有用的指令
| 尋找包含<字串>在其名稱裡的軟體包           | urpmi -y <字串>       |
| 尋找沒有相依性（沒有與其有相依性）的軟體包 | urpmi_rpm-find-leaves |

## 外部連結
- 官方网站